# Nieuw Weekblad voor de Cinematografie
Het Nieuw Weekblad voor de Cinematografie was een Nederlands filmtijdschrift onder eindredactie van Pier Westerbaan. Het tijdschrift richtte zich op de bioscoopbranche en bracht de belangen van het filmbedrijf onder de aandacht bij pers en overheid. Het eerste nummer van het tijdschrift verscheen op 5 oktober 1922. 
Gevolgd werd de lijn van de Nederlandsche Bioscoopbond. Geplaatst werden de verslagen van vergaderingen, jaaroverzichten en uitspraken van de geschillencommissie van de bond. Verder bestond het blad voornamelijk uit advertenties van filmverhuur- en productiebedrijven en korte filmbesprekingen. Westerbaan had een zeer goed contact met Loet Barnstijn, de prominente ondernemer in de Nederlandse filmbranche in die periode. Hij kreeg door hem de belangrijkste adverteerders met zich mee, die naar Amerikaans voorbeeld aansprekende advertenties leverden. Vanaf 1928 werden de keuringsuitslagen van de Centrale Commissie voor de Filmkeuring in het blad opgenomen. Het blad bleef een stabiele koers varen onder leiding van Pier Westerbaan, tot aan zijn dood in 1961. Het blad hield in 1964 op te bestaan.